# 1321
1321 (MCCCXXI) fue un año común comenzado en jueves del calendario juliano.

## Nacimientos
- 5 de febrero: Juan II, marqués de Montferrato (f. 1372).
- 5 de julio: Juana de la Torre, reina consorte de Escocia (f. 1362).

## Fallecimientos
- 1 de julio: María de Molina, esposa de Sancho IV de Castilla.
- 14 de septiembre: Dante Alighieri, poeta italiano (n. 1265).
- 29 de octubre: Esteban Uroš II Milutin, rey de Serbia.
- Guillaume Bélibaste, religioso cátaro francés (n. 1280).